# Prêmio Heinrich Wieland
O Prêmio Heinrich Wieland (em inglês:  Heinrich Wieland Prize) é um prêmio anual para pesquisas sobre lipídios nas áreas da química, bioquímica, fisiologia e medicina clínica. É financiado pela Boehringer Ingelheim e concedido por uma equipe qualificada. O prêmio homenageia o professor laureado com o nobel de química Heinrich Otto Wieland, especialista em química dos lipídios no início do século XX.

## Laureados[1]
- 1964: Ernst Klenk
- 1965: Wilhelm Stoffel
- 1966: no award presented
- 1967: Heinrich Wagener e Bruno Frosch
- 1968: David Adriaan van Dorp
- 1969: Werner Seubert
- 1970: Christian Bode e Harald Goebell
- 1971: Laurens L.M. van Deenen
- 1972: Heiner Greten e Kurt Oette
- 1973: Shosaku Numa
- 1974: Michael Stuart Brown e Joseph Goldstein
- 1975: Ernst Ferber e Klaus Resch
- 1976: Dietrich Seidel e Eckhart Schweizer
- 1977: Gerd Assmann e Helmut K. Mangold
- 1978: Olga Stein e Yechezkiel Stein
- 1979: Konrad Sandhoff
- 1980: H. Bryan Brewer e Barry Lewis
- 1981: Bengt Samuelson
- 1982: Hansjörg Eibl e Robert William Mahley
- 1983: John M. Dietschy
- 1984: Olaf Adam e Gerhart Kurz
- 1985: Guy Ourisson
- 1986: Eugene P. Kennedy
- 1987: Akira Endō e Dietrich Keppler
- 1988: Lawrence C.B. Chan
- 1989: Ching-Hsien Huang
- 1990: James Rothman e Karel W. A. Wirtz
- 1991: Jan L. Breslow
- 1991: Wolfgang J. Schneider
- 1992: Lev D. Bergelson
- 1993: Walter Neupert
- 1994: Joachim Seelig
- 1995: Jean E. Schaffer e Dennis E. Vance
- 1996: Jeffrey Michael Friedman
- 1997: Bruce M. Spiegelman
- 1998: Thomas E. Willnow
- 1999: Ernst Heinz
- 2000: Lewis Cantley
- 2001: Felix Wieland
- 2002: Stephen O'Rahilly
- 2003: David J. Mangelsdorf
- 2004: Raphael Mechoulam e Roger Nicoll
- 2005: Helen Hobbs
- 2006: Alois Fürstner
- 2007: Joachim Herz
- 2008: Markus Stoffel
- 2009: Steven Ley
- 2010: Nenad Ban
- 2011: Franz-Ulrich Hartl
- 2012: Carolyn Bertozzi
- 2013: Tony Kouzarides
- 2014: Reinhard Jahn
- 2015: Gero Miesenböck
- 2016: Peter G. Schultz
- 2017 Alexander Varshavsky
- 2018 Pascale Cossart
- 2019 Jens Claus Brüning